# Landtag Schwarzburg-Rudolstadt (1877–1880)
Dieser Artikel behandelt den  Landtag Schwarzburg-Rudolstadt 1877–1880.

## Landtag
Die Landtagswahl fand am 19. März 1877 statt.
Als Abgeordnete wurden gewählt: 
| Name                                        | Partei | Wohnort       | Kurie             | Wahlkreis                        | Anmerkung                                                  |
| ------------------------------------------- | ------ | ------------- | ----------------- | -------------------------------- | ---------------------------------------------------------- |
| Johann Friedrich Maximilian Hermann Bähring |        | Blankenburg   | Allgemeine Wahlen | Blankenburg                      | Nachfolger für Knoch ab 4. Juli 1879                       |
| Gustav Adolph Baumbach                      | NLP    | Königsee      | Höchstbesteuerte  | Landratsamtsbezirk Königsee      |                                                            |
| Johann Georg August Bräutigam               |        | Stadtilm      | Allgemeine Wahlen | Ilm                              |                                                            |
| Ludwig Karl von Holleben                    | DRP    | Rudolstadt    | Allgemeine Wahlen | Königsee II                      |                                                            |
| Wilhelm Anton Klipsch                       | NLP    | Frankenhausen | Allgemeine Wahlen | Frankenhausen I                  |                                                            |
| Heinrich Eduard Knoch                       | NLP    | Blankenburg   | Allgemeine Wahlen | Blankenburg                      | Mandat am 8. Januar 1879 niedergelegt. Nachfolger: Bähring |
| Johann Christian August Ferdinand Koch      |        | Oberweißbach  | Allgemeine Wahlen | Oberweißbach                     |                                                            |
| Otto Kögel                                  |        | Udersleben    | Höchstbesteuerte  | Landratsamtsbezirk Frankenhausen | Verstorben am 11. März 1880                                |
| Carl Friedrich August Otto Körbitz          | DRP    | Königsee      | Allgemeine Wahlen | Leutenberg                       |                                                            |
| Louis Raimund Krebehenne                    |        | Rudolstadt    | Allgemeine Wahlen | Rudolstadt II                    |                                                            |
| Friedrich Emil Kühn                         | F      | Königsee      | Allgemeine Wahlen | Königsee I                       |                                                            |
| Ernst Emil Eduard Meisel                    | NLP    | Geiersthal    | Allgemeine Wahlen | Katzhütte                        |                                                            |
| Gustav Adolf Friedrich Picard               |        | Schlotheim    | Allgemeine Wahlen | Schlotheim                       |                                                            |
| Freund Gottfried Gottlob Carl Scherf        | F      | Rudolstadt    | Allgemeine Wahlen | Rudolstadt I                     |                                                            |
| Johann Ludwig Friedrich Schmidt             |        | Hengelbach    | Höchstbesteuerte  | Landratsamtsbezirk Rudolstadt    |                                                            |
| Bernhard Specht                             |        | Rudolstadt    | Höchstbesteuerte  | Landratsamtsbezirk Rudolstadt    |                                                            |
| Wilhelm Carl Weinreich                      |        | Ringleben     | Allgemeine Wahlen | Frankenhausen II                 |                                                            |

Der Landtag wählte unter Alterspräsident Eduard Knoch (eigentlich war Koch der älteste Abgeordnete; dieser lehnte die Sitzungsleitung aber ab) seinen Vorstand. Landtags-Director (Parlamentspräsident) wurde Eduard Knoch. Ab dem 1. Juli 1879 war Anton Klipsch Präsident. Als Stellvertreter wurde Anton Klipsch gewählt. Ab dem 1. Juli 1879 war Eduard Meisel Vizepräsident.
Der Landtag kam zwischen dem 28. Mai 1877 und dem 9. Juli 1879 zu 20 öffentlichen Plenarsitzungen in zwei ordentlichen Sitzungsperioden zusammen. 